# برف (فیلم ۲۰۰۸)
برف (انگلیسی: Snow (2008 film)) فیلمی به کارگردانی آیدا بگیچ محصول سال ۲۰۰۸ است.